# The Lone Ranger (1956)
The Lone Ranger (no Brasil: Zorro, o Cavaleiro Solitário; em Portugal: o Mascarilha) é um filme de faroeste de 1956, derivado da série de TV chamada "The Lone Ranger" também, o filme é estrelado por Clayton Moore e Jay Silverheels, que interpretaram Lone Ranger e Tonto na série de televisão.Trata-se do segundo e penúltimo filme com os atores da série de televisão.

## Enredo
Ambientado no Sudoeste dos Estados Unidos, o governador territorial conta com a ajuda do Lone Ranger para investigar misteriosas incursões a colonos brancos por índios que cavalgam com selas. O rico fazendeiro Reese Kilgore (Lyle Bettger) quer expandir suas terras para incluir a Spirit Mountain, que é sagrada para as tribos locais. O Lone Ranger percebe que os nativos queriam manter os colonos afastados para que eles não descobrissem os ricos depósitos de prata na Spirit Mountain, enquanto Kilgore quer encorajar uma guerra entre colonos e nativos para que ele mesmo possa minerar a montanha. Trabalhando com o chefe Red Hawk, o governador, Tonto, um cowboy chamado Ramirez e um disfarce engraçado, o Lone Ranger descobre as verdadeiras identidades dos invasores, evita a guerra, protege as terras tribais e resgata a filha de Kilgore do cativeiro.